# Valerii Borzov

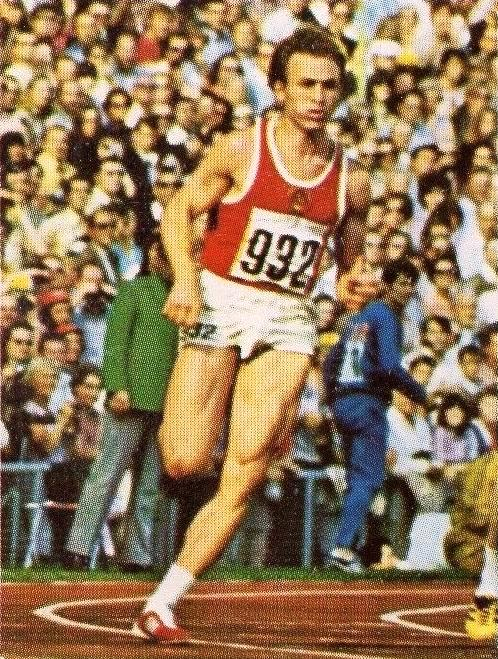
Valerii Borzov în 1972

Valerii Borzov, scris și Valeri Borzov, (în ucraineană Валерій Борзов; n. 20 octombrie 1949, Sambir, RSS Ucraineană, URSS) este un fost atlet ucrainean, specializat în alergări pe distanțe scurte.

## Carieră
Atletul a caștigat la Jocurile Olimpice de la München din 1972 atât cursa de 100 de metri, cât și cursa de 200 de metri. A fost primul non-american care a câștigat cele două probe. În plus a obținut medalia de argint la 4×100 de metri cu echipa Uniunii Sovietice (Aleksandr Korneliuk, Vladimir Lovețki, Juris Silovs și Valerii Borzov). Patru ani mai târziu, la Jocurile Olimpice de la Montréal, a mai obținut două medalii de bronz, la 100 de metri și la 4×100 de metri. O fotografie a lui, făcută la Jocurile Olimpice de la München, a fost selectată pentru discurile de aur care au fost lansate în spațiu la bordul a două nave spațiale Voyager în 1977.
Valerii Borzov a devenit și de patru ori campion european și nu mai puțin de șapte ori campion european în sală. Cel mai bun timp al său la 100 de metri, 10,07 s de la Jocurile Olimpice din 1972, a fost recordul european până când Pietro Mennea a alergat timpul de 10,01 s în 1979.
După dizolvarea Uniunii Sovietice el a fost din 1990 până în 1997 ministru al tineretului și sportului din Ucraina, iar din 1998 până în 2006 a fost membru al parlamentului țării. În 1994 a devenit membru al Comitetul Internațional Olimpic. Din 1991 până în 1998 a fost, de asemenea, președinte al Comitetului Național Olimpic Ucrainean, iar din 1996 până în 2012 a fost președinte al Federației Ucrainene de Atletism.
Valerii Borzov este căsătorit cu Liudmila Turișceva, multiplă campioană olimpică și mondială la gimnastică.

## Realizări
| An   | Competiție                   | Locație               | Loc | Eveniment | Note   |
| ---- | ---------------------------- | --------------------- | --- | --------- | ------ |
| 1969 | Jocurile Europene în sală    | Belgrad, Iugoslavia   | 2   | 50 m      | 5,8    |
| 1969 | Jocurile Europene în sală    | Belgrad, Iugoslavia   | 2   | 4x390 m   | 3:01,9 |
| 1969 | Campionatul European         | Atena, Grecia         | 1   | 100 m     | 10,4   |
| 1969 | Campionatul European         | Atena, Grecia         | 2   | 4×100 m   | 39,3   |
| 1970 | Campionatul European în sală | Viena, Austria        | 1   | 60 m      | 6,6    |
| 1971 | Campionatul European în sală | Sofia, Bulgaria       | 1   | 60 m      | 6,6    |
| 1971 | Campionatul European         | Helsinki, Finlanda    | 1   | 100 m     | 10,26  |
| 1971 | Campionatul European         | Helsinki, Finlanda    | 1   | 200 m     | 20,30  |
| 1972 | Campionatul European         | Grenoble, Franța      | 1   | 50 m      | 5,75   |
| 1972 | Jocurile Olimpice            | München, Germania     | 1   | 100 m     | 10,14  |
| 1972 | Jocurile Olimpice            | München, Germania     | 1   | 200 m     | 20,00  |
| 1972 | Jocurile Olimpice            | München, Germania     | 2   | 4×100 m   | 38,50  |
| 1974 | Campionatul European în sală | Göteborg, Suedia      | 1   | 60 m      | 6,58   |
| 1974 | Campionatul European         | Roma, Italia          | 1   | 100 m     | 10,27  |
| 1974 | Campionatul European         | Roma, Italia          | 4   | 4×100 m   | 39,03  |
| 1975 | Campionatul European în sală | Katowice, Polonia     | 1   | 60 m      | 6,59   |
| 1976 | Campionatul European în sală | München, Germania     | 1   | 60 m      | 6,58   |
| 1976 | Jocurile Olimpice            | Montréal, Canada      | 3   | 100 m     | 10,14  |
| 1976 | Jocurile Olimpice            | Montréal, Canada      | –   | 200 m     | NS     |
| 1976 | Jocurile Olimpice            | Montréal, Canada      | 3   | 4×100 m   | 38,78  |
| 1977 | Campionatul European în sală | San Sebastián, Spania | 1   | 60 m      | 6,59   |
| 1978 | Campionatul European         | Praga, Cehoslovacia   | 8   | 100 m     | 10,55  |

## Recorduri personale
| Probă        | Performanță | Dată              | Locație  |
| ------------ | ----------- | ----------------- | -------- |
| 100 m        | 10,07 s RN  | 31 august 1972    | München  |
| 200 m        | 20,00 s RN  | 4 septembrie 1972 | München  |
| 60 m în sală | 6,58        | 9 martie 1974     | Göteborg |

## Legături externe
Materiale media legate de Valerii Borzov la Wikimedia Commons
- en Valerii Borzov la World Athletics
- en Valerii Borzov la Olympedia.org
- en  Valerii Borzov la athleticspodium.com